# Tanna (Germania)
Tanna è una città di 3.548 abitanti della Turingia, in Germania.
Appartiene al circondario della Saale-Orla (targa SOK) ed è indipendente delle comunità amministrative (Verwaltungsgemeinschaft).

## Geografia antropica

### Frazioni
Il comune comprende le seguenti località:
- Künsdorf
- Mielesdorf
- Rothenacker/Willersdorf
- Schilbach
- Seubtendorf
- Stelzen/Spielmes
- Unterkoskau/Oberkoskau
- Zollgrün